# Ritiro sovietico dall'Afghanistan
Il ritiro sovietico dall'Afghanistan avvenne nelle fasi finali della guerra del 1979-1989 in ottemperanza agli accordi di Ginevra. Cominciato il 15 maggio 1988, il ritiro dell'Armata Sovietica, contrastata nelle operazioni dai mujaheddin, si chiuse nove mesi dopo, sancendo la fine dell'intervento sovietico in Afghanistan.

## Svolgimento delle operazioni
Stando agli accordi di Ginevra (1988) il ritiro delle truppe sovietiche sarebbe dovuto avvenire in due fasi. Dopo aver ceduto parte dei mezzi e dell'equipaggiamento militare all'esercito della Repubblica Democratica dell'Afghanistan, l'Armata Rossa contava ancora 110 000 unità, 500 carri armati, 4 000 BMP e BTR, 2 000 pezzi di artiglieria e mortai e circa 16 000 camion. Entrambe le fasi del ritiro vennero complicate dalla forte presenza di mujaheddin armati in tutto l'Afghanistan.
Metà delle truppe destinate a ritirarsi nel lasso di tempo compreso tra il 15 maggio e il 15 agosto 1988 (prima fase) seguirono due direttrici: Kandhar-Lashkar Gah-Farah-Herat-URSS o Ghazni (punto di ritrovo dei soldati stanziati a Gardez)-Kabul (punto di incontro delle truppe dislocate a Jalalabad)-Bagram-Pol-e Khomri (vicino alla quale si sarebbero radunate le truppe di Konduz e Feyzabad)-URSS. L'altra metà seguì invece, da due zone a sud di Kabul e Shindand, rotte alternative. Simile procedura subì la seconda fase del ritiro, durata dal 15 novembre 1988 al 15 febbraio 1989.
Entrambe le fasi richiesero ai sovietici una grande preparazione. Considerata la lunga distanza da percorrere e lo stato primitivo delle strade afghane, tutte e due le vie di ritirata vennero scaglionate in settori di 120–150 km corrispondenti ad un giorno di marcia. Alla fine di ogni settore vi era una postazione fortificata e protetta da mine dove le truppe potevano riposare e i mezzi rifornirsi di carburante. Lungo tutto il percorso venne garantita la presenza dell'aviazione dell'esercito (molto attiva nelle operazioni di scorta) ed inoltre vennero studiati vari piani di fuoco dell'artiglieria per rispondere alle minacce mujaheddin così come bonifiche di campi minati nemici. Fu creato un distaccamento ad ogni livello di comando tra il reggimento autonomo e la 40ª Armata (reparto che comprendeva tutte le forze URSS in Afghanistan) che avrebbe dovuto precedere la colonna principale di mezzi con funzioni di sminamento.